# TEU (unidad de medida)

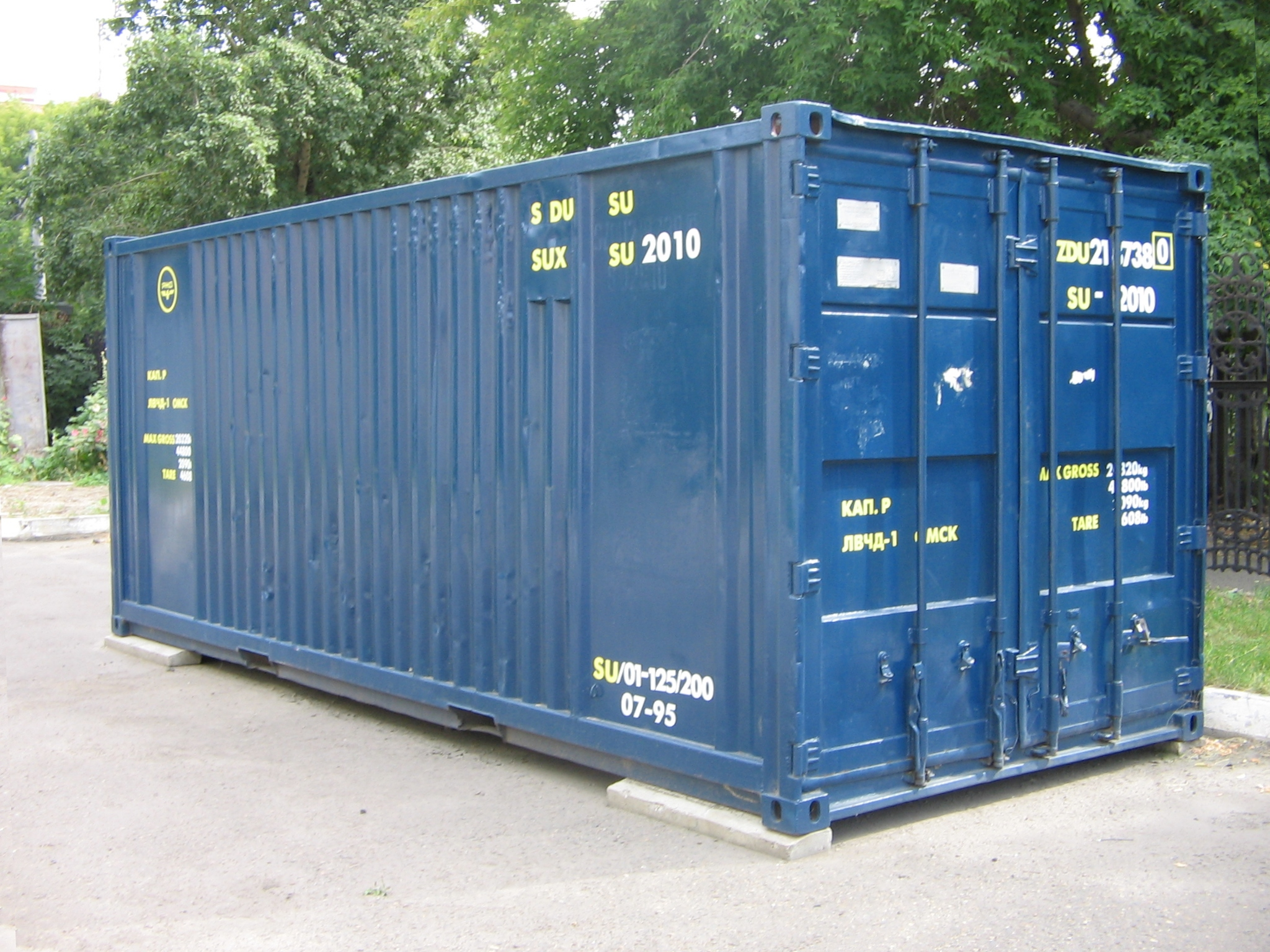
Un contenedor normalizado de 20 ft de largo, igual a 1 TEU.

Las siglas TEU (acrónimo del término en inglés Twenty-foot Equivalent Unit, que significa Unidad Equivalente a Veinte Pies) representa una unidad de medida de capacidad inexacta del transporte marítimo (buques portacontenedores y terminales portuarios para contenedores) expresada en contenedores. Una TEU es la capacidad de carga de un contenedor normalizado de 20 pies (6,1 m), una caja metálica de tamaño estandarizado que puede ser transferido fácilmente entre diferentes formas de transporte tales como buques, trenes y camiones.
Las dimensiones exteriores del contenedor normalizado de 20 pies (6,1 m) son: 20 pies (6,1 m) de largo por 8 pies (2,4 m) de ancho por 8,5 pies (2,6 m) de altura. Su volumen exterior es de 1.360 pies cúbicos equivalentes a 38,51 metros cúbicos. Su capacidad es de 1165,4 pies cúbicos equivalentes a 33 metros cúbicos. El peso máximo del contenedor es 26.000 kg aproximadamente, pero restando la tara o peso en vacío, la carga en su interior puede llegar a pesar 23.600 kg. Existe una carencia de estandarización en términos de alto, que va desde 4 pies y 3 pulgadas (1,30 m) a 9 pies y 6 pulgadas (2,90 m), siendo la altura más frecuente la de 8 pies y 6 pulgadas (2,59 m).
Aparte del contenedor de 20 pies, que se computa como una TEU, hay otros tamaños y tipos de contenedores. Los de uso más frecuente son de 40 pies (12,2 m); existen otras variantes del contenedor que se calculan como equivalentes a 2 TEU o 1 FEU (Forty-foot Equivalent Unit).

## Unidad equivalente a Cuarenta-Pies

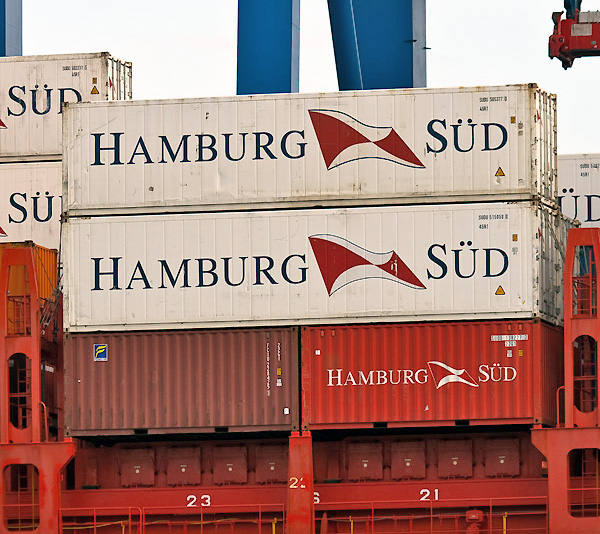
Varios contenedores de Cuarenta-Pies apilados encima de dos contenedores de veinte-pies.

El contenedor está diseñado con un tamaño de 20 pies (6,1 m) de largo y 8 pies (2,44 m) de ancho. Adicionalmente existe un contenedor estandarizado con el mismo ancho pero con el doble de largo, es decir de 40 pies (12,2 m), que equivale a una unidad equivalente de cuarenta-pies (en inglés: Forty-foot Equivalent Unit, FEU o feu) en el transporte de carga (se consideran que son dos TEU, ver más abajo).
Con el propósito de permitir el apilamiento de este tipo de contenedores de cuarenta-pies, 
tienen un largo exacto de 40 pies (12 192 mm) mientras que los contenedores estándares de veinte-pies son ligeramente más cortos y tienen un largo exacto de 19 pies 10 1⁄2 pulgadas (6058 mm). Los cerrojos giratorios de un buque son puestos a una distancia que permite que dos contenedores de veinte-pies queden a una distancia de 3 pulgadas (76 mm) lo que permite que se pueda poner encima un contenedor de cuarenta-pies.
Los contenedores de cuarenta-pies tienen una aceptación más amplia, ya que ellos pueden ser llevados por camiones. El largo de tal combinación está dentro de los límites de las leyes de tránsito y así no necesitan permisos especiales. Como algunas leyes de tránsito permiten camiones más largos, también existen variaciones del contenedor estándar de cuarenta-pies en Europa y la mayor parte de otros países un contenedor de 45 pies (13,72 m) puede ser llevado como un tráiler. Los contenedores con un largo de 48 pies (14,63 m) o 53 pies (16,15 m) están restringidos al transporte por caminos en Estados Unidos. Aunque, a pesar de tener un largo mayor a cuarenta-pies, estas variantes son puestas en la misma clase que las unidades equivalentes de cuarenta-pies.